# Horné Saliby
Horné Saliby est un village de Slovaquie situé dans la région de Trnava.

## Histoire
Première mention écrite du village en 1233.
La localité fut annexée par la Hongrie après le premier arbitrage de Vienne le 2 novembre 1938. En 1938, on comptait 4 145 habitants dont 190 juifs. Elle faisait partie du district de Galanta, en hongrois Galántai járás. Le nom de la localité avant la Seconde Guerre mondiale était Hornie Saliby/Felső-Szeli. Durant la période 1938-1945, le nom hongrois Felsőszeli était d'usage. À la libération, la commune a été réintégrée dans la Tchécoslovaquie reconstituée.

## Démographie

### Évolution de la population
| Année:               | 1994. | 2004.   | 2014.   | 2024.   |
| -------------------- | ----- | ------- | ------- | ------- |
| Nombre de personnes: | 3046  | 3156    | 3226    | 3169    |
| Différence:          |       | +3,61 % | +2,21 % | -1,76 % |

| Année:               | 2023. | 2024.   |
| -------------------- | ----- | ------- |
| Nombre de personnes: | 3200  | 3169    |
| Différence:          |       | -0,96 % |